# Holzdörfer
El término Holzdörfer se refería a un grupo de 17 pueblos del actual distrito de Stormarn. 
La denominación Holzdörfer proviene desde 1708, del antiguo registro de la mancomunidad de Trittau. Los agricultores de estos 17 pueblos, tenían derechos especiales en el uso de los bosques. Además del aprovechamiento normal en la Hahnheide y los bosques adyacentes de la región, como era el engorde de cerdos, el pastoreo o la producción de carbón vegetal, podían los agricultores, cada tres años, obtener una cantidad de madera. Estos derechos especiales existieron hasta el siglo XIX.
El cumplimiento de los derechos y obligaciones de los bosques, era responsabilidad de cuatro Holzvögte, dependientes de Trittau.
Los 17 pueblos que conformaron Holzdörfern fueron:
Eichede, Grande, Grönwohld, Großensee, Hamfelde, Hoisdorf, Köthel, Kronshorst, Lütjensee, Mollhagen, Neritz, Oetjendorf, Sprenge, Rausdorf, Rümpel, Trittau y Witzhave.

## Literatura
- Adolf Christen: Die stormanschen "Holzdörfer" . En: Die Heimat, número 71, 1964, pág. 302-306.

- Esta obra contiene una traducción total derivada de «Holzdörfer» de Wikipedia en alemán, concretamente de esta versión del 17 de junio de 2016, publicada por sus editores bajo la Licencia de documentación libre de GNU y la Licencia Creative Commons Atribución-CompartirIgual 4.0 Internacional.

- Datos: Q1625446